# Івано-Благодатне
Іва́но-Благода́тне — село в Україні, у Соколівській сільській громаді Кропивницького району Кіровоградської області. Населення становить 694 осіб. До 2020 року орган місцевого самоврядування — Івано-Благодатненська сільська рада.

## Рельєф

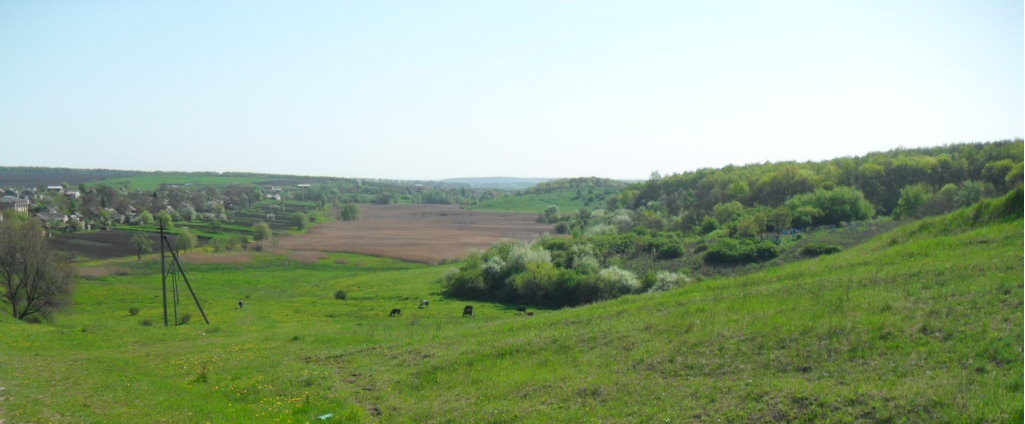
Балка Грузька.

Основна частина села розташована в межах однієї з дуже численних для Кіровоградської області балок. Балка Івано-Благодатного є наслідком діяльності тимчасових водотоків які утворюються в межах басейну річки Грузька.

## Населення
Згідно з переписом УРСР 1989 року чисельність наявного населення села становила 317 осіб, з яких 143 чоловіки та 174 жінки.
За переписом населення України 2001 року в селі мешкало 698 осіб.

### Мова
Розподіл населення за рідною мовою за даними перепису 2001 року:
| Мова       | Відсоток |
| ---------- | -------- |
| українська | 91,50 %  |
| російська  | 7,93 %   |
| білоруська | 0,14 %   |
| молдовська | 0,14 %   |
| угорська   | 0,14 %   |